# کوسموواتس
کوسموواتس (به صربی: Kosmovac) یک منطقهٔ مسکونی در صربستان است که در بلا پالانکا واقع شده‌است. کوسموواتس ۱۱۰ نفر جمعیت دارد.